# Philipsdam
Le Philipsdam est un barrage faisant partie du Plan Delta aux Pays-Bas. Avec cette construction, les eaux des chenaux Krammer et Volkerak sont isolées de celles de l'Escaut oriental. Le barrage relie le Grevelingendam à Sint Philipsland.
La construction du complexe Philips a commencé à la fin de 1976 par la construction d'une île artificielle de chantier sur le banc de sable le Plaat van Vliet. Un an et demi plus tard, quand l'île fut achevée, a débuté la construction de quelques écluses permettant la reprise de la navigation intérieure et la navigation de plaisance. En 1983 le complexe des écluses Krammer (en néerlandais het Krammersluizenkomplex) est achevé, mais c'est seulement le 2 février 1987, lorsque le barrage lui-même a été achevé, que le complexe fut officiellement ouvert.
En 1994, une seconde écluse est construite pour la navigation de plaisance.
Les écluses sont techniquement compliquées, car elles doivent éviter l'échange entre l'eau douce du chenal du Volkerak et l'eau salée de l'Escaut oriental. Les écluses sont donc conçues de telle manière qu'il n'y ait pas d'afflux d'eau salée vers le Volkerak et seulement un peu d'eau douce vers Escaut oriental. Elles utilisent le principe physique que l'eau salée est plus dense que l'eau douce et reste au fond. Par un système complexe de tuyaux et de pompes, l'eau salée est pompée du fond ou, inversement, l'eau douce est pompée du dessus, ceci en fonction de la destination des navires. Les écluses pour la navigation intérieure ont une longueur de 280 mètres de long et ont 24 mètres de largeur, de façon à convenir également pour les grands pousseurs.
Avec la construction du barrage, le paysage environnant a considérablement changé. La formation d'alluvions a développé des schorres dans lesquelles une vie animale riche s'est développée. Une hutte d'observation a été installée afin de faciliter l'observation de nombreuses espèces d'oiseaux telle que l'avocette élégante.

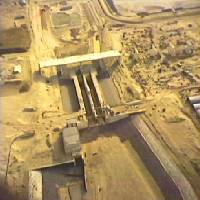
L'écluse en construction dans le Philipsdam.
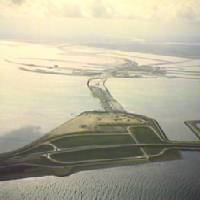
La fermeture du Krammer.
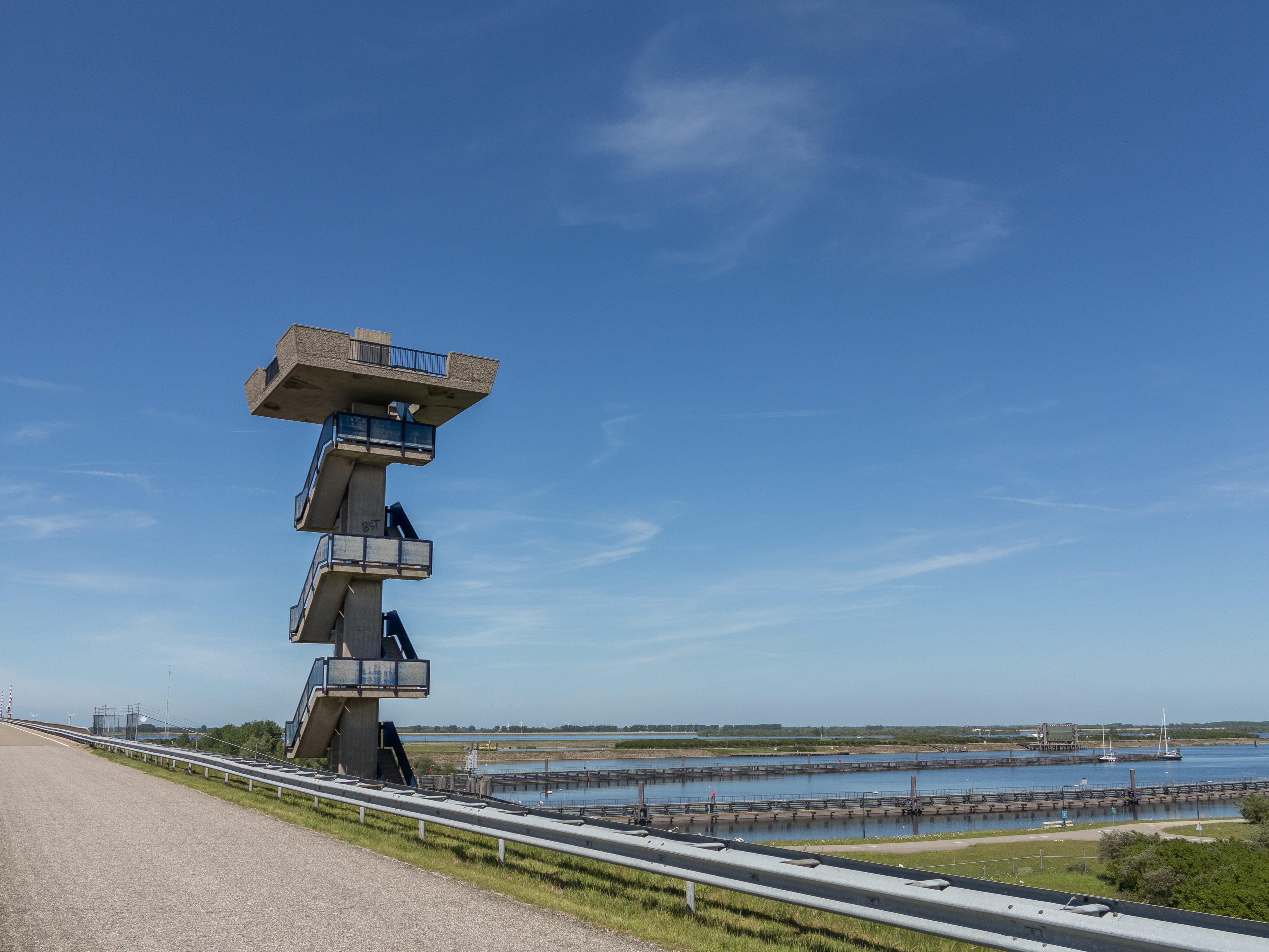
Plateforme d'observation près du barrage.